# James Sterling Young
James Sterling Young (14 octobre 1927 – 8 août 2013) est un politologue américain, lauréat du prix Bancroft, professeur de gouvernement et boursier Randolph P. Compton à l'Université de Virginie,.

## Biographie
Originaire de Savannah, en Géorgie, James Young fréquente les écoles publiques de Savannah jusqu'au lycée. Après avoir servi dans l'armée américaine en Chine et au Japon, il obtient un diplôme de l'Université de Princeton. Il poursuit des études supérieures à l'Université Columbia en sciences politiques, histoire et anthropologie. En 1964, il obtient un doctorat de Coluombia et est nommé professeur adjoint au Département de droit public et de gouvernement. Young devient professeur agrégé en 1968 et professeur en 1971. Il donne des cours sur le gouvernement et la politique américaine, créé un programme de stages pour diplômés avec la ville de New York et dirige un programme de subventions pour encourager l'étude de la vie et des problèmes urbains, en se concentrant sur la communauté de Harlem. À la suite des perturbations de 1969, il est élu au premier Sénat universitaire et préside son comité sur la politique éducative.
De 1971 à 1977, Young est le troisième responsable académique de Columbia, occupant les postes de vice-recteur et de vice-président. Il est principalement responsable de la planification coordonnée des programmes académiques, des budgets et des installations physiques de l'université centrale ainsi que des politiques régissant l'utilisation, la préservation historique et la nouvelle construction de bâtiments universitaires sur le campus de Morningside. En 1978, il quitte son poste à Columbia pour rejoindre l'Université de Virginie comme professeur au Département du gouvernement et des affaires étrangères et directeur du programme sur la présidence au Miller Center.
Young fonde le seul programme d'histoire orale du pays axé sur les présidents des États-Unis au Miller Center of Public Affairs, dirigeant les histoires orales des présidences de Jimmy Carter, Ronald Reagan, George H. W. Bush et Bill Clinton. Il mène également une histoire orale sur l'ancien sénateur américain Edward M. Kennedy et le Sénat de son temps. Kennedy base ses mémoires, « True Compass », sur des dizaines d’entretiens avec Young.
Selon Russell Riley, président du programme présidentiel d'histoire orale, Young a enregistré plus de 400 séances d'histoire orale pour les différents projets du Miller Center.
Young est l'auteur de The Washington Community, 1800-1828, récompensé par le prix Bancroft. Il occupe des postes de recherche à l'Institute of Politics de la John Fitzgerald Kennedy School of Government, à la Brookings Institution et à l'Université George-Washington. De 1985 à 1986, Young est membre du Conseil consultatif du bicentenaire de la Constitution des États-Unis. Il est membre de la Phi Beta Kappa Society, de l'American Political Science Association, de l'American Oral History Association et de l'International Oral History Association. Il est l'ancien président du Presidency Research Group, une section organisée de l'APSA qu'il a contribué à créer.

## Vie privée
Il est marié à l'anthropologue Virginia Heyer Young. Ils vivent ensemble à Swift Run Farm dans le comté d'Albemarle, en Virginie. Young est décédé le 8 août 2013 à son domicile d'Advance Mills, en Virginie à 85 ans.

## Travaux
- The Washington Community, 1800–1828, Columbia University Press, 1966 (ISBN 978-0-231-02901-8, lire en ligne ) (reprint 1986  (ISBN 978-0-231-08381-2))